# 虎山路街道
虎山路街道是中国山东省青岛市李沧区下辖的一个街道。

## 行政区划
虎山路街道下辖金水路社区、秀峰路社区、文昌阁社区、顺河路社区、虎山花苑社区、石沟村社区、馨苑社区、李家庵社区、桃园社区、东王埠社区、上王埠社区、下王埠社区、金水翠园社区、百通馨苑社区、金秋社区。